# Кёнбоккун
Кёнбокку́н (Дворец Кёнбок) — дворцовый комплекс, расположенный на севере Сеула, Южная Корея. Был главным и крупнейшим из пяти больших дворцов, возведённых в период Чосон, в нём жила королевская семья.
Построен в 1394 году по проекту корейского сановника Чон Доджона.
Некоторые части дворца были сожжены во время японского вторжения в 1592 году. Реконструирован в 1860-е годы усилиями Тэвонгуна. После реконструкции в нем было 330 зданий и 5792 комнаты. Общая площадь комплекса — 410 тыс. квадратных метров. Вскоре после убийства императрицы Мёнсон японскими агентами в 1895 году её муж император Коджон покинул дворец и больше туда не возвращался.
В 1911 году японцы снесли 10 зданий дворцового комплекса, построив Дом генерал-губернатора Кореи.
Основные сооружения Кёнбоккуна — это тронный зал Кынджонджон (в списке национальных сокровищ под номером 223), а также павильон Кёнхверу (в списке национальных сокровищ под номером 224), стоящий посреди искусственного озера на 48 гранитных колоннах. Этот павильон изображён на банкноте в 10000 вон старого образца (до выпуска нового вида банкнот в 2007 году).
Сейчас дворец представляет собой музей под открытым небом. Перед входом во дворец можно увидеть красочные инсценировки смены караула, проводившейся здесь во времена Чосона.

## Галерея

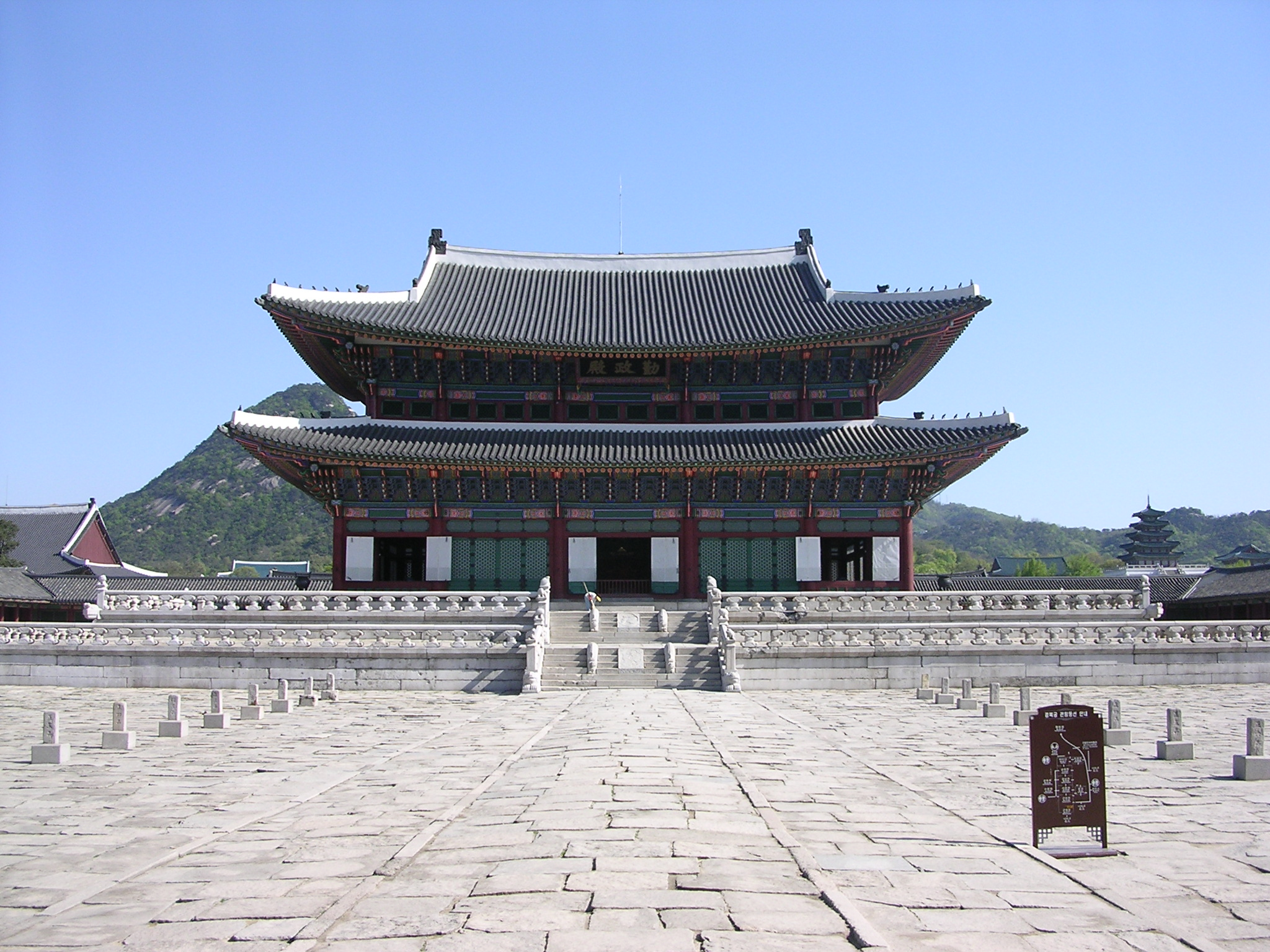
Тронный зал
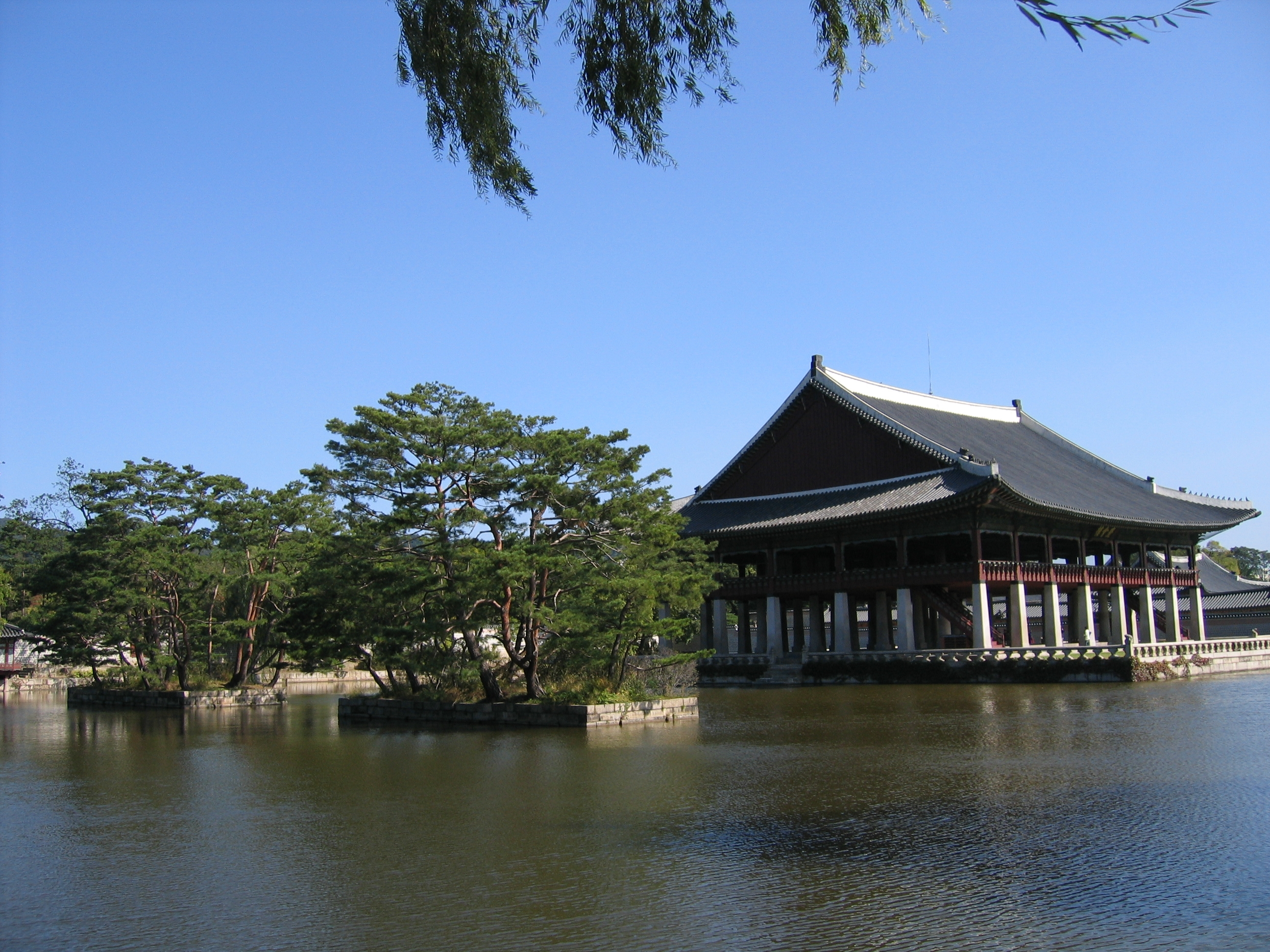
Павильон Кёнхверу
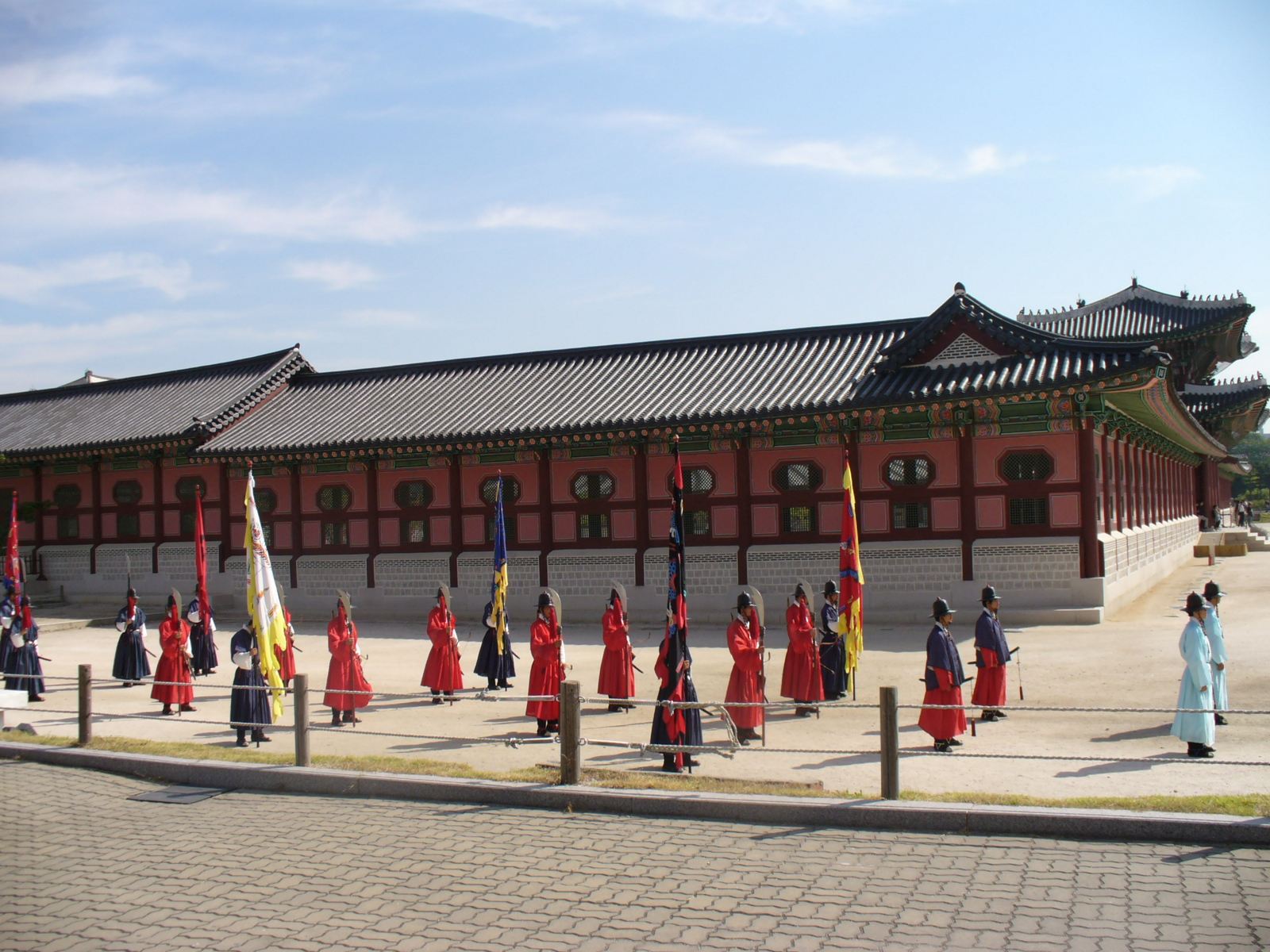
Смена караула
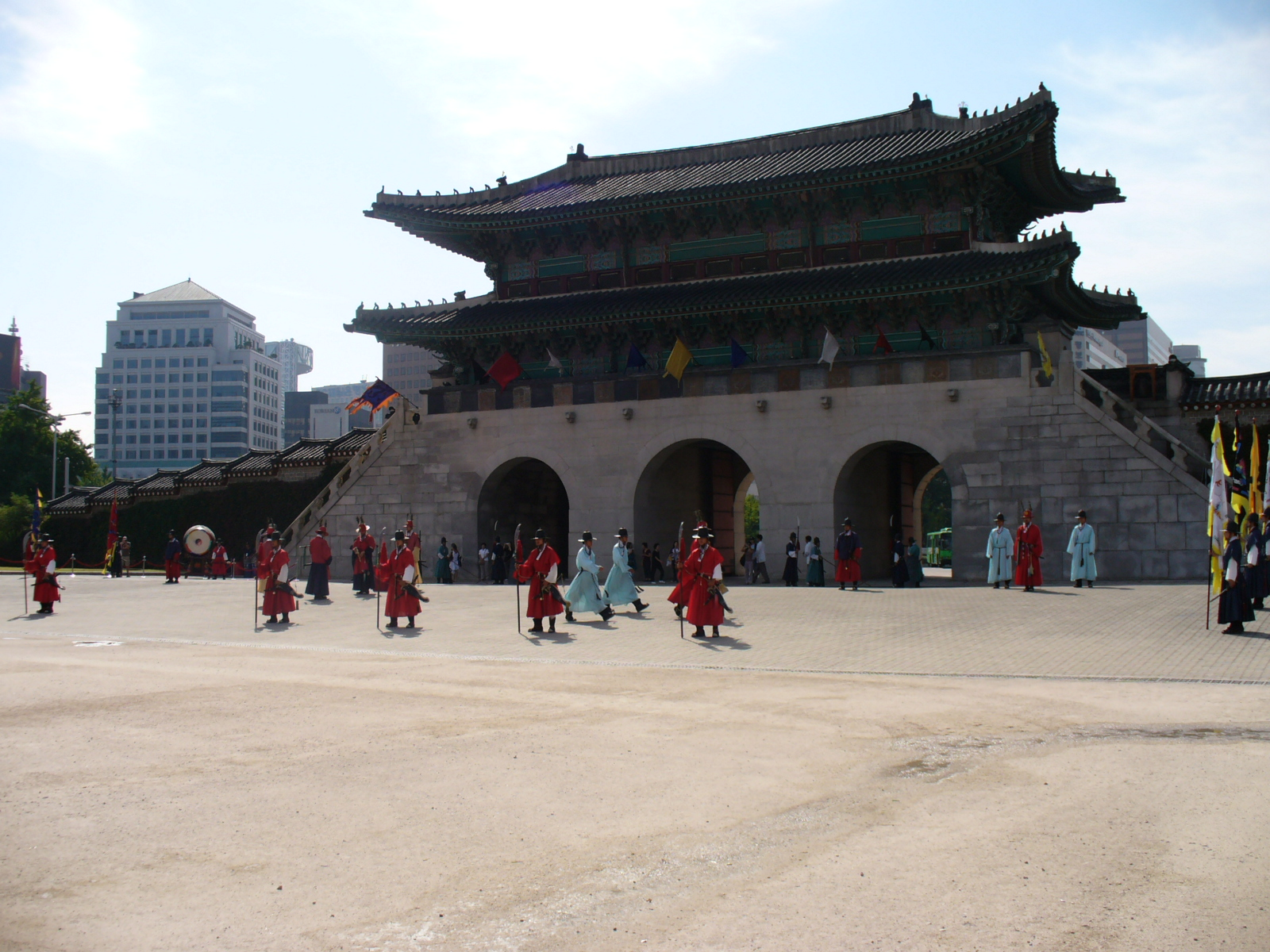